# Jaclyn Jose
Jaclyn Jose, właśc. Mary Jane Santa Ana Guck (ur. 16 marca 1964 w Angeles, zm. 3 marca 2024 w Quezon City) – filipińska aktorka filmowa i telewizyjna, ciesząca się międzynarodowym uznaniem. Za rolę w dramacie kryminalnym Mama Rosa (2016) Brillante Mendozy otrzymała nagrodę dla najlepszej aktorki na 69. MFF w Cannes, stając się tym samym pierwszą laureatką tego prestiżowego wyróżnienia pochodzącą z rejonu Azji Południowo-Wschodniej.